# 冈田真纪
冈田真纪（日语：／ Okada Maki，？—），日本女子田径运动员。她曾代表日本参加1988年和1992年夏季残疾人奥林匹克运动会田径比赛，获得二枚金牌、二枚银牌和二枚铜牌。